# Piero Pioppo
Piero Pioppo (ur. 29 września 1960 w Savona) – włoski duchowny rzymskokatolicki, arcybiskup tytularny, nuncjusz apostolski w Indonezji od 2017.

## Życiorys
29 czerwca 1985 otrzymał święcenia kapłańskie i został inkardynowany do diecezji Acqui. W 1991 rozpoczął przygotowanie do służby dyplomatycznej na Papieskiej Akademii Kościelnej. Obronił doktorat z teologii dogmatycznej. 7 lipca 2006 został prałatem Instytutu Dzieł Religijnych.
25 stycznia 2010 został mianowany przez Benedykta XVI nuncjuszem apostolskim w Kamerunie oraz arcybiskupem tytularnym Torcello. Sakry biskupiej 18 marca 2010 udzielił mu w Rzymie Sekretarz Stanu Tarcisio Bertone. Był również akredytowany jako przedstawiciel Stolicy Świętej w Gwinei Równikowej.
8 września 2017 został przeniesiony do nuncjatury apostolskiej w Indonezji.